# Henry de Turberville
Sir Henry de Turberville est un soldat anglais mort le 21 décembre 1239. Il est sénéchal de Gascogne pour le roi d'Angleterre à trois reprises (1227–1231, 1234–1237 et 1238).

## Biographie
Henry est le fils de Robert Turberville. Il acquiert une réputation de brillant combattant sous le règne de Jean sans Terre.
Henri III d'Angleterre le garde à son service. En 1217, il prend une part importante dans la victoire d'Hubert de Burgh sur la flotte française commandée par Eustache le moine dans le détroit de Douvres. Lui sont concédées des terres dans le Wiltshire, le Suffolk, le Lincolnshire, le Bedfordshire et le Devon.
Avant le 19 octobre 1226, Turberville est nommé sénéchal de Gascogne. Sa correspondance avec Henri III le montre aux prises avec le manque d'argent, une révolte à Bayonne, une conspiration à Bordeaux, des disputes avec le vicomte de Béarn et des relations instables avec le roi de France. En juin 1228, il mène la négociation d'une trêve avec la France, signée à Nogent. Il insiste auprès du roi pour être déchargé de sa fonction, et n'obtient gain de cause que le 1er juillet 1231. Il rentre alors en Angleterre.
En 1233, il se distingue dans la guerre au Pays de Galles contre la révolte de Richard Marshal, 3e comte de Pembroke. Remontant la rivière Towy depuis Bristol avec sa troupe, il se porte au secours de la ville de Carmarthen assiégée par Rhys Gryg et les forces galloises. Son navire enfonce le pont que le château surplombe, et ses hommes noient ou capturent les Gallois qui le tenaient. 
Le 23 mai 1234, nommé à nouveau sénéchal de Gascogne, il reçoit l'ordre d'être à Portsmouth pour l'Ascension et d'y prendre le commandement d'une force destinée à aider Pierre Ier de Bretagne. De retour en Gascogne, il y conserve la charge de sénéchal jusqu'à fin novembre 1238, sauf une courte pause en 1237.
Après la Pâques 1238 Henri III envoie Henry de Turberville conduire une force anglaise en renfort de son beau-frère l'empereur Frédéric II contre une rébellion des Lombards. Il rejoint Guillaume, archevêque de Valence et oncle de la reine Eléonore of Provence. Leur campagne victorieuse contre les Lombards dure tout l'été et se conclut par une victoire contre les habitants de Piacenza le 23 août. 
Rentré en Angleterre, Turberville est l'un des nombreux nobles qui jurent de partir en croisade le 12 novembre 1239 avec Richard de Cornouailles, mais il meurt le 21 décembre suivant.

## Famille
Sa femme Hawise, lui survit. Sa fille Edelina épouse un Saintongeais nommé Elie de Blénac, et reçoit des subventions en argent et en nature du Trésor de Bordeaux après la mort de son père. Elle était apparemment illégitime, puisque les domaines de son père à Petherton sont transmis aux descendants de la sœur d'Henry.